# MTV Asia Awards
MTV Asia Awards — ежегодная церемония вручения музыкальных наград, организованная юго-восточноазиатским подразделением MTV. 
MTV Asia Awards позволила многим исполнителям из Юго-Восточной Азии добиться известности среди западной аудитории, например, индонезийская рок-группа Padi или тайваньский музыкант Джей Чоу. Более того, премия сыграла немаловажную роль в популяризации целого музыкального жанра K-pop. Также MTV Asia Awards способствовала налаживанию контактов между представителями международных музыкальных корпораций вроде EMI, Warner Music Group и Universal Music Group и региональными музыкантами.

## Организация премии
Рынок Юго-Восточной Азии длительное время имел очень важное значение для MTV, организации, специализирующейся на молодёжной музыке. По состоянию на начало XXI века, доля населения в возрасте до 25 лет в этом регионе достигала 66 процентов. На этом рынке оперировали отдельные подразделения MTV в Китае, Индии, Южной Корее и Индонезии с суммарным охватом в более 300 миллионов домохозяйств. Эти подразделения имели собственные музыкальные премии, такие как CCTV-MTV Music Honors в Китае, MTV Penghargaan в Индонезии, MTV Mandarin Music Awards в Тайване. Организованная в 2002 году MTV Asia Awards стала первой паназиатской музыкальной премией для Юго-Восточной Азии.

«У нас давно была идея создать первую общерегиональную церемонию наград для молодежной аудитории в Азии. Это соответствует нашей общей стратегии — сочетание местного и международного, которая позволит нам отмечать величайших и лучших по всей Азии. Современная молодежь хочет знать не только о своей стране; она также хочет знать, что происходит в других частях Азии». Оригинальный текст (англ.)We have long had the vision of creating the first pan-regional awards show for the youth audience in Asia. It fits in with our overall strategy to have that blend of local and international that allows us to celebrate the greatest and best all over Asia. The youth of today doesn't only want to know about its own country; it also wants to knwo what's going on in the other parts of Asia.
— из интервью Фрэнка Брауна, президента MTV Asia.
В различных номинациях участвовали как региональные исполнители из Юго-Восточной Азии, так и международные музыканты. Победители в номинациях определялись голосованием среди слушателей.
Изначально премия состояла из 20 номинаций: лучший музыкальный исполнитель в рамках Гонконга, Тайваня, Сингапура, Малайзии, Южной Кореи, Индонезии, Филиппин, Таиланда и Китая, лучший поп-исполнитель и лучший киноартист в рамках Индии, лучший международный мужской исполнитель, лучший международный женский исполнитель, лучший международный поп-коллектив, лучший международный рок-коллектив, лучший видеоклип и лучший прорывной исполнитель. Также были отдельные номинации на лучший фильм, лучшего дизайнера и награда за вдохновение (Inspiration Award), присуждаемая человеку, пользующегося популярностью среди молодёжи, или организации, внёсшей весомый вклад в развитие Юго-Восточной Азии. Первые три церемонии вручения наград состоялись в Сингапуре. Место было выбрано чисто по географическому принципу — город был центральной локацией Юго-Восточной Азии. Первая церемония имела колоссальный охват телевещания: её посмотрели более 150 миллионов домохозяйств в регионе.
На протяжении своего существования MTV Asia Awards получала спонсорскую поддержку крупных компаний, таких как Toyota, Toyota-Astra Motor, MasterCard, Nokia и Panasonic, а также многих региональных провайдеров теле- и радиовещания. С 2009 года MTV Asia Awards перестала вручаться. Также премия не вручалась в 2007 году.

## Благотворительная деятельность
26 декабря 2004 года, незадолго до четвёртой церемонии вручения MTV Asia Awards, в Индийском океане произошло подводное землетрясение, повлекшее за собой цунами, унёсшее более 200 тысяч человеческих жизней. В связи с этим церемония была организована как благотворительная и называлась MTV Asia Aid. Пожертвования собирались в рамках телемарафона, и все собранные средства были направлены в ЮНИСЕФ, так как подавляющее большинство пострадавших от цунами приходилось на детей.
Также шестая церемония MTV Asia Awards была проведена в 2008 году под названием MTV Asia Aid с целью поддержки пострадавших от Сычуаньского землетрясения и циклона Наргис.

## Церемонии
| Дата            | Город проведения | Страна   | Источник |
| --------------- | ---------------- | -------- | -------- |
| 2 февраля 2002  | Сингапур         | Сингапур | [ 16 ]   |
| 24 января 2003  | Сингапур         | Сингапур | [ 17 ]   |
| 14 февраля 2004 | Сингапур         | Сингапур | [ 18 ]   |
| 3 февраля 2005  | Бангкок          | Таиланд  | [ 13 ]   |
| 6 мая 2006      | Бангкок          | Таиланд  | [ 19 ]   |
| 2 августа 2008  | Гентинг Хайлендз | Малайзия | [ 20 ]   |